# Submissionstermin
Beim Submissionstermin, Eröffnungstermin oder einfach nur bei der Submission werden die im Rahmen einer öffentlichen oder beschränkten Ausschreibung (z. B. bei einer Holzsubmission oder einer Ausschreibung von (Bau-)leistungen) eingegangenen Angebote geöffnet und verlesen.
Angebote sind bis zum (Er-)Öffnungstermin vom Auftraggeber im verschlossenen Umschlag (Papierangebote) bzw. verschlüsselt (elektronische Angebote) aufzubewahren.
Der Submissionstermin ist von zwei Beauftragten des Auftraggebers durchzuführen. Bei der Eröffnung wird zunächst vom Verhandlungsleiter geprüft, ob die Umschläge unversehrt sind. Danach werden die Umschläge geöffnet, die Angebote entnommen und der Angebotspreis, Name und Wohnort des Unternehmers laut verlesen und in die Niederschrift eingetragen. Es ist festzuhalten, ob auch Änderungsvorschläge oder Nebenangebote eingereicht wurden. Diese werden nicht verlesen. Alle geöffneten Angebote werden danach gekennzeichnet, damit verhindert wird, dass einzelne Zettel nachträglich hinzugefügt oder verändert werden. Bei dem Eröffnungstermin wird eine Niederschrift gefertigt, in der die Ergebnisse und eventuelle Einwände festgehalten werden.

## Besonderheiten der VOB (Bauvergaben)
Bei der Zulassung von Papierangeboten müssen Vertreter der Bieter anwesend sein. Bietern sind nach Antragstellung die Namen der Bieter sowie die verlesenen und die nachgerechneten Endbeträge der Angebote sowie die Zahl ihrer Nebenangebote nach der rechnerischen Prüfung unverzüglich mitzuteilen. Die Niederschrift darf nicht veröffentlicht werden.